# Oleksij Poljans'kyj
Oleksij Volodymyrovyč Poljans'kyj (in ucraino Олексій Володимирович Полянський?, traslitterazione anglosassone: Oleksiy Polyanskiy; Avdiïvka, 12 aprile 1986) è un allenatore di calcio ed ex calciatore ucraino, di ruolo centrocampista.

## Palmarès

### Competizioni nazionali
- Campionato ucraino: 1

Šachtar Donec'k: 2007-2008
- Coppa d'Ucraina: 1

Šachtar Donec'k: 2007-2008
- Supercoppa d'Ucraina: 1

Šachtar Donec'k: 2008
- Campionato iraniano: 1

Persepolis: 2016-2017

### Competizioni internazionali
- Coppa UEFA: 1

Šachtar Donec'k: 2008-2009